# 欧西永
欧西永（法語：Aussillon，法語發音：[osijɔ̃]），法国南部城市，奥克西塔尼大区塔恩省的一个市镇，隶属于卡斯特尔区，其市镇面积为10.26平方公里，2022年1月1日时人口数量为5,617人，在法国城市中排名第1,865位。
欧西永位于塔恩省南部，马扎梅市区西侧，是马扎梅的一个卫星城。

## 地名来源
“欧西永”一名的来源尚有待考证。
该地在中文谷歌地图以及部分网站中被误译为“奥西隆”，此名称为地图从Wikidata上抓取的中文维基早期机翻误译，而“欧西永”一名已修正，其符合法汉译音规则。

## 历史
欧西永历史上长期为奥克西塔尼的一处普通村落。法国大革命后，欧西永成为塔恩省的一个市镇。工业革命期间，得益于马扎梅煤矿的开采，欧西永人口数量快速增加，成为一个居民卫星城。二十世纪后，因煤矿关闭，该区域人口数量有所下降。

## 地理

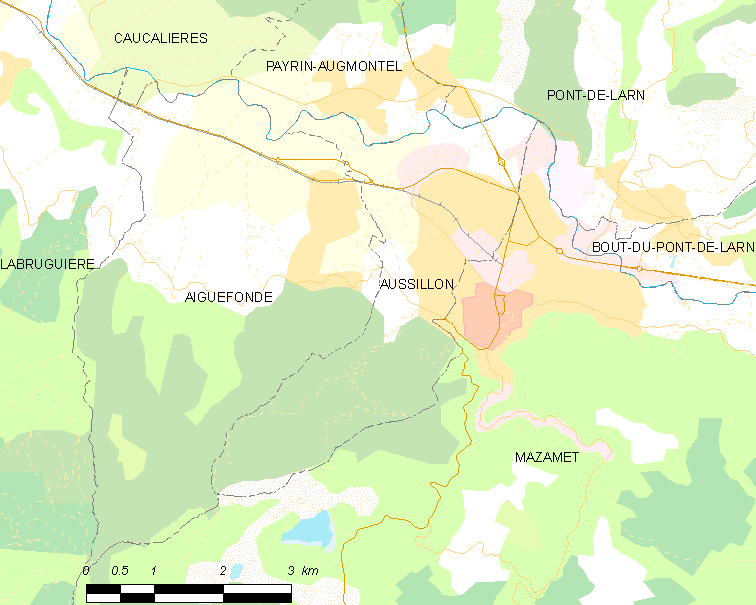
欧西永市镇范围地图

欧西永位于法国南部，奥克西塔尼大区中部和塔恩省南部，距离省会阿尔比大约60公里。与欧西永接壤的市镇包括：艾格丰德、马扎梅、派兰-欧格蒙泰勒、蓬德拉恩。

### 地形
欧西永位于黑山山脉北部的一处河谷平原腹地，境内以平原及山地为主，市镇中心地势较为平坦，南部为山地，全境海拔在198到805米之间。

### 水文
托雷河自东向西流经境内北部，另有多条溪流在欧西永境内汇入该河。

### 植被
欧西永属于温带阔叶混交林区，林地主要分布于市区南部的山地地区。
在鲜花城市的评比中，欧西永暂未被评级。

### 气候
欧西永在柯本气候分类法中属于带有地中海特征的温带海洋性气候。

## 行政区划
欧西永是法国奥克西塔尼大区塔恩省的一个市镇，编号为81021。欧西永隶属于卡斯特尔区、塔恩省第三选区以及马扎梅第一县，同时也是卡斯特尔-马扎梅城市圈公共社区的组成部分。
法国国家统计与经济研究所（简称）在进行数据统计时，将欧西永及相邻的另外5个市镇设为马扎梅城市核心区，并将包括核心区在内的周边共8个市镇划为马扎梅城市区。自2020年起，马扎梅城市区被撤销，欧西永被划入包含55个市镇的卡斯特尔城市辐射区代替。此外，还将欧西永市镇整体看作一个“块区”（IRIS），以便于统计人口分布情况。

## 交通

### 公路
多条塔恩省省道在欧西永境内交汇。
2018年，74.9%的欧西永家庭拥有至少一辆私人汽车。2019年，欧西永境内共发生各类交通事故1起，造成1人受伤。

### 铁路
距离欧西永最近的运营中的铁路客运车站为马扎梅站，该站位于欧西永市区东部，马扎梅市镇范围内，每天开行数班前往图卢兹的区域列车。

### 航空
距离欧西永最近的民用航空站为卡斯特尔机场，距离欧西永市中心的公路里程约13公里，该机场开行前往巴黎-奥利机场的固定航班。

### 城市公共交通
卡斯特尔-马扎梅城市公共交通（商业名称为）是当地的城市公共交通系统。截至2021年11月，该系统共包括11条公交线路，其中公交9路（欧西永线）和10路（卡斯特尔-马扎梅城际线）经过了欧西永市区。

## 政治
欧西永的现任市长为法布里斯·巴布拉尔先生（Fabrice Cabral），他是社会党的一名成员，在2020年的市政选举中获得了70.36%的支持率。
在2017年的法国总统大选中，法国第25任总统埃马纽埃尔·马克龙在欧西永获得了66.27%的支持率。

## 人口
2018年，欧西永市镇人口数量为5,856，在法国排名第1,865位。其中男性2,764人，女性3,092人，75岁及以上人口占15.9%，外籍人口数量为993人，人口密度为571人/平方公里，当地居民被称为（男性）或（女性）。2019年，欧西永境内出生43人，死亡人口71人。
| 年份   | 1936  | 1946  | 1954  | 1962  | 1968  | 1975  | 1982  | 1990  | 1999  | 2006  | 2007  | 2012  | 2017  | 2018  |
| ------ | ----- | ----- | ----- | ----- | ----- | ----- | ----- | ----- | ----- | ----- | ----- | ----- | ----- | ----- |
| 人口數 | 2,106 | 2,078 | 2,671 | 4,504 | 6,663 | 8,383 | 8,178 | 7,673 | 6,865 | 6,696 | 6,674 | 6,167 | 5,892 | 5,856 |

## 经济
截止2021年11月，欧西永共有各类用人单位（包含自雇）660家，平均历史为17年，其中99.52%为中小型企业（PME）。（医疗器械）、（机械修理）及（广播）是当地2020年营业额最高的三个企业，分别为8,587,065欧元、5,617,673欧元和3,837,303欧元。

## 财政与居民收入
2019年，欧西永的财政收入总额为4,955,190欧元，财政支出总额为4,287,330欧元，当年的债务总额为3,251,460欧元。2021年，欧西永共获得989,397欧元的国家财政补助，比上一年增加了0.59%。
2019年，欧西永的人均月收入总额为1,905欧元，其中高级职员为3,337欧元，低于法国平均水平（4,230欧元）；中级职员为2,104欧元，低于法国平均水平（2,411欧元）；普通职员为1,654欧元，亦低于法国平均水平（1,740欧元）。
2018年，欧西永境内的青壮年（15至64岁）失业率为18.1%，当地39.6%的家庭拥有纳税资格，平均纳税2,250欧元，低于法国平均水平（3,888欧元）。

## 社会事务

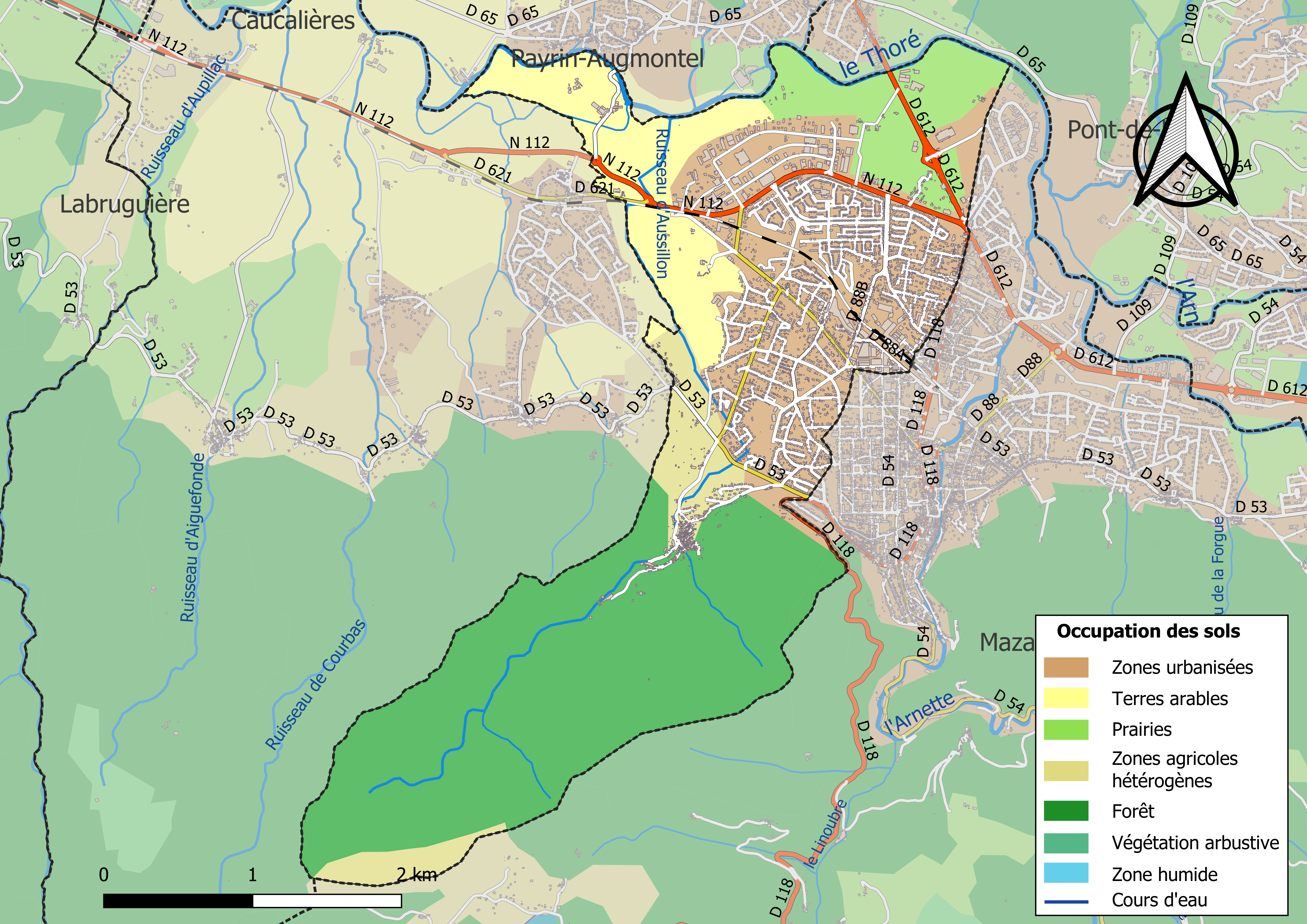
欧西永土地利用情况地图

### 教育
欧西永属于图卢兹学区。截止2020年1月1日，欧西永境内共有4所小学。

### 医疗
截止2020年1月1日，欧西永境内共有全科医生1名、保健师3名、护士14名和助产士1名。境内共有药房2家、残疾人帮扶中心1家。
卡斯特尔-马扎梅市际中心医院（Centre hospitalier intercommunal Castres-Mazamet）是法国的一个区域性医疗机构，其主病区位于卡斯特尔市区，设有床位375个，是这一地区规模最大的公立综合性医院，距离欧西永市区的正常车程约15分钟。

### 住房
2018年，欧西永境内共有各类住房3,051套，其中79.9%为独立式居民区，19.9%为集中式居民区。常住房屋占欧西永市镇范围内居民建筑总量的88.1%。
在住房保障政策方面，2020年，欧西永境内共有590户家庭获得了住房经济补助，受益人数占总人口数量的10.1%，其中506份为房租补助。

### 商业
2019年，欧西永境内共有各类实体商铺121家，其中餐厅7家、大型超市3家、杂货店2家、面包房3家、肉铺3家、书店1家、装饰品店1家、银行门店1家、美容美发店4家、汽车维修店16家。市中心建有一家Intermarché超市。

### 体育
2020年，欧西永境内共有1家游泳池、2间体育馆、1座综合体育场、4处网球场以及1处足球或橄榄球场。
截至2021年11月，欧西永境内暂无任何注册足球俱乐部。

### 环境
欧西永的环境事务由其所属的公共社区负责。2019年，欧西永境内暂无污染企业。

### 治安
欧西永所在地是马扎梅宪兵总队的管辖范围。2020年，该宪兵总队辖区内共2个市镇累计发生各类案件633起，其中盗窃类案件291起，经济类案件159起，毒品交易类案件36起。

## 文化
2020年，欧西永境内暂无任何文化设施。欧西永市政府提供多媒体中心，向公众全年开放。

### 建筑
欧西永境内有多处历史建筑，其中博讷库斯圣心教堂是当地的地标性建筑物，自2001年起被列入法国国家文物保护单位。

### 旅游
欧西永的旅游事务由其所属的公共社区负责。2021年，欧西永境内暂无任何游客接待设施。

### 媒体
法国主要的媒体均可在欧西永接收，法国电视三台下属的奥克西塔尼大区频道在部分时段播出欧西永所属区域的地方新闻。

## 友好城市
截至2021年11月，欧西永暂未建立任何友好城市关系。